# Michaëlla Krajicek
Michaëlla Krajicek (Delft, 9 gennaio 1989) è un'ex tennista olandese.

## Biografia
Michaëlla Krajicek, nata a Delft, è la sorellastra minore dell'ex numero 4 del mondo e campione di Wimbledon Richard Krajicek. Per questo è stata soprannominata Kleine Kraai, che tradotto vuol dire "piccolo corvo" in olandese. Austin Krajicek è suo cugino.
Ha iniziato a giocare a tennis all'età di tre anni seguendo le orme del fratello Richard ed è approdata tra i professionisti dopo il ritiro di lui.
Un articolo di un giornale olandese con delle dichiarazioni del capitano di Fed Cup Manon Bollegraf hanno impedito alla Krajicek di partecipare alla competizione nella squadra olandese. Bollegraf ha commentato sulla relazione della Krajicek con il suo coach Allistair McCaw. Nell'aprile 2010, Krajicek conferma che stava in una relazione con McCaw che ha iniziato come suo fitness coach nel 2007. Nel 2011, è ritornata nella squadra di Fed Cup, dopo aver risolto queste divergenze con Bollegraf.
Attualmente vive a Praga, in Repubblica Ceca, paese nativo dei suoi genitori.
Nel settembre 2013, ha iniziato a frequentarsi con il tennista di doppio tedesco Martin Emmrich. Si sono conosciuti durante l'evento combined ATP/WTA a Rosmalen nello stesso anno. Un anno dopo nel 2014 nello stesso torneo a Rosmalen, i due si sono fidanzati il 16 giugno, quando Emmrich le ha fatto la proposta sul campo centrale dopo la vittoria nel primo turno contro Jana Čepelová; i due si sono poi sposati nel luglio 2015. Tuttavia, la coppia si è separata nella metà del 2017 e hanno annunciato il loro divorzio su Twitter nel maggio 2018. 
Successivamente, Krajicek ha dato luce a due figli insieme al partner e giocatore di tennis Jelle Sels.

## Carriera

### Junior
A livello Juniores ottiene ottimi risultati, riesce a vincere tre titoli dello Slam su sei finali, il primo all'Open di Francia 2004 nel doppio assieme alla ceca Kateřina Böhmová. Agli US Open dello stesso anno vince il titolo in singolare sconfiggendo Jessica Kirkland e il titolo di doppio assieme a Marina Eraković.

Raggiunge la testa della classifica nel settembre 2003 mentre nel doppio arriva fino all'ottava posizione.

### Professionista
Fa il suo esordio nel circuito WTA all'Ordina Open 2003 dove viene eliminata al primo turno da Ľudmila Cervanová.
Raggiunge i primi risultati importanti nel 2005, a gennaio si qualifica per gli Australian Open e nel tabellone principale riesce a sconfiggere Stéphanie Foretz Gacon prima di venire sconfitta da Patty Schnyder. Supera le qualificazione anche per il Roland Garros 2005 ma viene sconfitta al primo turno da Daniela Hantuchová. Ad ottobre conquista il primo titolo in carriera, al Tashkent Open.
Inizia il 2006 vincendo il primo titolo stagionale, a Hobart, e durante la Hopman Cup è diventata la prima tennista a richiedere l'utilizzo dell'Hawk-Eye in un match del circuito Wta. Agli Australian Open 2006 raggiunge il terzo turno prima di doversi ritirare contro Amélie Mauresmo. Vince il terzo titolo in carriera all'Ordina Open sconfiggendo Dinara Safina per 6-3, 6-4.
Nel 2007 ottiene buoni risultati negli Slam, al Roland Garros raggiunge il terzo turno prima di venire eliminata da Serena Williams mentre al Torneo di Wimbledon arriva fino ai quarti di finale eliminando tra le altre anche la testa di serie numero 8, Anna Čakvetadze. Viene tuttavia eliminata in tre set dalla futura finalista Marion Bartoli.
Con la Squadra olandese di Fed Cup ha giocato un totale di ventiquattro match con dodici vittorie.
Michaella compie il suo ritorno nel 2024 nelle competizioni nel circuito ITF al W15 di Sharm el-Sheikh grazie ad una wildcard, dopo una lunga assenza durata dal 2019.
Il 13 giugno 2025, Michaëlla Krajicek si ritira ufficialmente dal tennis professionistico, ricevendo un omaggio celebrativo sul campo centrale durante il Rosmalen Open.

## Statistiche

### Singolare

#### Vittorie (3)
| Legenda: Prima del 2009 | Legenda: Dal 2009     |
| ----------------------- | --------------------- |
| Grande Slam (0)         |                       |
| Ori Olimpici (0)        |                       |
| WTA Championships (0)   |                       |
| Tier I (0)              | Premier Mandatory (0) |
| Tier II (0)             | Premier 5 (0)         |
| Tier III (1)            | Premier (0)           |
| Tier IV (2)             | International (0)     |
| Tier V (0)              | International (0)     |

| N. | Data            | Torneo                          | Superficie | Avversaria in finale | Punteggio     |
| 1. | 9 ottobre 2005  | Tashkent Open, Tashkent         | Cemento    | Akgul Amanmuradova   | 6-0, 4-6, 6-3 |
| 2. | 13 gennaio 2006 | Hobart International, Hobart    | Cemento    | Iveta Benešová       | 6-2, 6-1      |
| 3. | 24 giugno 2006  | Rosmalen Open, 's-Hertogenbosch | Erba       | Dinara Safina        | 6-3, 6-4      |

### Doppio

#### Vittorie (5)
| Legenda: Prima del 2009 | Legenda: Dal 2009     |
| ----------------------- | --------------------- |
| Grande Slam (0)         |                       |
| Ori Olimpici (0)        |                       |
| WTA Championships (0)   |                       |
| Tier I (0)              | Premier Mandatory (0) |
| Tier II (0)             | Premier 5 (0)         |
| Tier III (1)            | Premier (0)           |
| Tier IV (2)             | International (2)     |
| Tier V (0)              | International (2)     |

| N. | Data             | Torneo                          | Superficie  | Compagna          | Avversarie in finale                      | Punteggio        |
| 1. | 22 luglio 2006   | Palermo Ladies Open, Palermo    | Terra rossa | Janette Husárová  | Alice Canepa Giulia Gabba                 | 6-0, 6-0         |
| 2. | 30 luglio 2006   | Hungarian Grand Prix, Budapest  | Terra rossa | Janette Husárová  | Lucie Hradecká Renata Voráčová            | 4-6, 6-4, 6-4    |
| 3. | 20 giugno 2008   | Rosmalen Open, 's-Hertogenbosch | Erba        | Marina Eraković   | Līga Dekmeijere Angelique Kerber          | 6-3, 6-2         |
| 4. | 21 febbraio 2010 | Memphis Open, Memphis           | Cemento (i) | Vania King        | Bethanie Mattek-Sands Meghann Shaughnessy | 7-5, 6-2         |
| 5. | 24 maggio 2014   | Nürnberger Cup, Norimberga      | Terra rossa | Karolína Plíšková | Raluca Olaru Shahar Peer                  | 6-0, 4-6, [10-6] |

#### Sconfitte (11)
| Legenda: Prima del 2009 | Legenda: Dal 2009     |
| ----------------------- | --------------------- |
| Grande Slam (0)         |                       |
| Ori Olimpici (0)        |                       |
| WTA Championships (0)   |                       |
| Tier I (0)              | Premier Mandatory (0) |
| Tier II (1)             | Premier 5 (0)         |
| Tier III (1)            | Premier (1)           |
| Tier IV (2)             | International (6)     |
| Tier V (0)              | International (6)     |

| N.  | Data             | Torneo                          | Superficie    | Compagna               | Avversarie in finale                   | Punteggio           |
| 1.  | 30 aprile 2005   | Estoril Open, Estoril           | Terra rossa   | Henrieta Nagyová       | Li Ting Sun Tiantian                   | 3-6, 1-6            |
| 2.  | 30 ottobre 2005  | Hasselt Cup, Hasselt            | Sintetico (i) | Ágnes Szávay           | Émilie Loit Katarina Srebotnik         | 3-6, 4-6            |
| 3.  | 19 febbraio 2006 | Diamond Games, Anversa          | Sintetico (i) | Stéphanie Foretz Gacon | Dinara Safina Katarina Srebotnik       | 6-3, 6-2            |
| 4.  | 3 maggio 2008    | Prague Open, Praga              | Terra rossa   | Jill Craybas           | Andrea Hlaváčková Lucie Hradecká       | 6-1, 3-6, [6-10]    |
| 5.  | 22 febbraio 2009 | Memphis Open, Memphis           | Cemento (i)   | Juliana Fedak          | Viktoryja Azaranka Caroline Wozniacki  | 1-6, 6(2)-7         |
| 6.  | 19 giugno 2009   | Rosmalen Open, 's-Hertogenbosch | Erba          | Yanina Wickmayer       | Sara Errani Flavia Pennetta            | 4-6, 7-5, [11-13]   |
| 7.  | 18 aprile 2010   | Charleston Open, Charleston     | Terra verde   | Vania King             | Liezel Huber Nadia Petrova             | 3-6, 4-6            |
| 8.  | 30 aprile 2011   | Estoril Open, Estoril (2)       | Terra rossa   | Eléni Daniilídou       | Alisa Klejbanova Galina Voskoboeva     | 4-6, 2-6            |
| 9.  | 5 maggio 2012    | Hungarian Grand Prix, Budapest  | Terra rossa   | Eva Birnerová          | Janette Husárová Magdaléna Rybáriková  | 4-6, 2-6            |
| 10. | 4 gennaio 2014   | ASB Classic, Auckland           | Cemento       | Lucie Hradecká         | Sharon Fichman Maria Sanchez           | 6-2, 0-6, [4-10]    |
| 11. | 20 giugno 2014   | Rosmalen Open, 's-Hertogenbosch | Erba          | Kristina Mladenovic    | Marina Eraković Arantxa Parra Santonja | 6-0, 6(5)-7, [8-10] |

## Circuito WTA 125

### Doppio

#### Vittorie (1)
| N. | Data           | Torneo                     | Superficie | Compagna    | Avversarie in finale  | Punteggio |
| 1. | 10 agosto 2013 | Suzhou Ladies Open, Suzhou | Cemento    | Tímea Babos | Han Xinyun Eri Hozumi | 6-2, 6-2  |

## Grand Slam Junior

### Singolare

#### Vittorie (1)
| Tornei del Grande Slam  |
| ----------------------- |
| Australian Open (0)     |
| Open di Francia (0)     |
| Torneo di Wimbledon (0) |
| US Open (1)             |

| N. | Data              | Torneo            | Superficie | Avversaria in finale | Punteggio |
| 1. | 11 settembre 2004 | US Open, New York | Cemento    | Jessica Kirkland     | 6-1, 6-1  |

### Doppio

#### Vittorie (2)
| Tornei del Grande Slam  |
| ----------------------- |
| Australian Open (0)     |
| Open di Francia (1)     |
| Torneo di Wimbledon (0) |
| US Open (1)             |

| N. | Data              | Torneo                  | Superficie  | Compagna         | Avversarie in finale             | Punteggio   |
| 1. | 5 giugno 2004     | Open di Francia, Parigi | Terra rossa | Kateřina Böhmová | Irina Kotkina Jaroslava Švedova  | 6-3, 6-2    |
| 2. | 11 settembre 2004 | US Open, New York       | Cemento     | Marina Eraković  | Mădălina Gojnea Monica Niculescu | 7-6(4), 6-0 |

## Risultati in progressione
| Sigla | Risultato               |
| ----- | ----------------------- |
| V     | Vincitore               |
| F     | Finalista               |
| SF    | Semifinalista           |
| O     | Oro olimpico            |
| A     | Argento olimpico        |
| SF    | Bronzo olimpico         |
| QF    | Quarti di Finale        |
| 4T    | Quarto turno            |
| 3T    | Terzo turno             |
| 2T    | Secondo turno           |
| 1T    | Primo turno             |
| RR    | Round Robin             |
| LQ    | Turno di qualificazione |
| A     | Assente                 |
| ND    | Non disputato           |

| Legenda superfici    |
| -------------------- |
| Cemento              |
| Terra battuta        |
| Erba                 |
| Superficie variabile |

### Singolare
| Torneo              | 2004 | 2005 | 2006 | 2007 | 2008 | 2009 | 2010 | 2011 | 2012 | 2013 | 2014 | 2015 | V–S   |
| ------------------- | ---- | ---- | ---- | ---- | ---- | ---- | ---- | ---- | ---- | ---- | ---- | ---- | ----- |
| Australian Open     | A    | 2T   | 3T   | 1T   | 1T   | A    | LQ   | LQ   | 2T   | A    | A    | A    | 4–5   |
| Open di Francia     | A    | 1T   | 1T   | 3T   | 1T   | LQ   | LQ   | LQ   | 1T   | A    | A    |      | 2–5   |
| Wimbledon           | A    | A    | 1T   | QF   | 1T   | A    | LQ   | LQ   | A    | 1T   | A    |      | 4–4   |
| US Open             | A    | A    | 1T   | 2T   | A    | A    | LQ   | 2T   | 1T   | A    | A    |      | 2–4   |
| Vittorie-sconfitte  | 0-0  | 1–2  | 2–4  | 7–4  | 0–3  | 0–0  | 0–0  | 1–1  | 1–3  | 0–1  | 0-0  |      | 12–18 |
| Finali              | 0    | 1    | 2    | 0    | 0    | 0    | 0    | 0    | 0    | 0    | 0    |      | 3     |
| Titoli              | 0    | 1    | 2    | 0    | 0    | 0    | 0    | 0    | 0    | 0    | 0    |      | 3     |
| Ranking a fine anno | 429  | 58   | 35   | 33   | 219  | 129  | 141  | 107  | 150  | 275  | 281  |      |       |

## Vittorie contro giocatrici Top 10
| Stagione | 2006 | 2007 | Totale |
| Vittorie | 1    | 2    | 3      |

| #    | Giocatrice       | Ranking | Evento                      | Superficie  | Turno | Punteggio           | Rank. MKR |
| ---- | ---------------- | ------- | --------------------------- | ----------- | ----- | ------------------- | --------- |
| 2006 |                  |         |                             |             |       |                     |           |
| 1.   | Elena Dement'eva | 8       | Rosmalen Open, Rosmalen     | Erba        | SF    | 1-6, 7-6(5), 6-4    | 55        |
| 2007 |                  |         |                             |             |       |                     |           |
| 2.   | Nicole Vaidišová | 8       | Charleston Open, Charleston | Terra verde | 2T    | 4-6, 6-4, 6-3       | 54        |
| 3.   | Anna Čakvetadze  | 7       | Torneo di Wimbledon, Londra | Erba        | 3T    | 7-6(8), 6(5)-7, 6-2 | 45        |